# 上原隆のオールナイトニッポン サポーターズ
上原隆のオールナイトニッポン サポーターズ（うえはらたかしのオールナイトニッポン サポーターズ）とは、2007年4月8日から2009年3月29日まで、ニッポン放送で放送されていた深夜ラジオ番組。オールナイトニッポンを冠した日曜日の番組としては、『飯島愛の@llnightnippon Sunday.com』の終了から3年ぶりに開始した番組である。

## パーソナリティ
- 上原隆

パーソナリティの上原隆（以下：上原）はかつて、同局の深夜放送知ってる?24時。のサポーター会議室のコーナー木曜日に2004年1月〜2005年9月までレギュラー出演していた。

## 放送時間
- 毎週日曜日 25:00〜25:30

スペシャルの際は26時までの1時間で放送することがあった。

## 概要
従来の日曜オールナイト同様、ニッポン放送のみ（関東ローカル）の放送で、地方局のネットはないが、時折関東圏外からのリスナーのメールも紹介された。スポンサーについては、番組内で提供クレジットが読まれることは無いが、コマーシャルは上原の所属するインテリジェンス、もしくは上原自身が本を出版した際には、出版社のダイヤモンド社からのもののみが流される。

### 通常放送時（メールスペシャル）
主にリスナーからのメールに対して上原がコメントをする形式を番組開始当初から続けている。メールの内容は、就職活動についてのリスナーのエピソードや上原への質問であることが多い。

### ゲスト出演時
ゲストを招いて放送する時は、メールを中心に進行させていく放送分と構成が異なり、ゲストへの質問や情報、仕事に対するゲストの思いについてのトークなどが中心となる。この番組においてゲストは「働楽くん（どうら-、上原の楽曲の名前より）」と呼ばれる。メールはオープニングで数枚紹介される程度である。

## コーナー
- 働楽クエスチョン

ゲスト出演時のみ。ゲストが登場した後、数秒のトークを挟んで行われる。
開始の際上原が「今夜、○○（ゲストの名前）を丸裸（以上は省略される場合もある）、働楽クエスチョン！」とタイトルコールをした後、5つ程度の質問をして、ゲストは「イエス」「ノー」の2択で答える。

## 使用曲
- オープニングテーマ

ビタースウィート・サンバ / ハーブ・アルパート&ザ・ティファナ・ブラス
オールナイトニッポン共通のテーマソングである。
- エンディングテーマ

いつも夢みて（If this is it） / ヒューイ・ルイス&ザ・ニュース
最後のCMゾーン終了直後はジングルを使わずにこの曲のイントロから入り、ドラムロールが終わった頃に上原が喋りだすようになっている。
- また不定期に、上原の楽曲『働楽〜ドウラク〜』がよくかかる。馬場俊英による作詞作曲で、自身のアルバム『青春映画が好きだった』にてセルフカバーされた。また、番組より企画されたコンピレーションCD『働楽〜ドウラク〜』には両者のバージョンとも収録されている。

## 関連グッズ
- 上原隆のオールナイトニッポンサポーターズpresents「働楽〜ドウラク〜」

2008年3月19日に発表されたコンピレーションCD。同月20日にお台場パレットタウンプラザ中央広場にて参加アーティストのうち数名が発売記念ライブを行い、その模様の一部を23日の放送分で流した。
収録曲目は以下の通りである。
1. 働楽〜ドウラク / 馬場俊英 (3:39)
2. 方程式 / 遊吟 (3:21)
3. シアワセの種 / Miss Monday (4:42)
4. 未来への道 / 川嶋あい (4:53)
5. ひまわり / Kiroro (4:29)
6. はじまりの前 / かりゆし58 (4:25)
7. 終わらない夏 / 我那覇美奈 (4:19)
8. 真面目過ぎる君へ / アンダーグラフ (4:32)
9. にんげんっていいな / ガガガDX (1:48)
10. 働楽〜ドウラク / 上原隆 (3:37)